# Phú Thịnh, Thái Nguyên
Phú Thịnh là một xã ở phía tây nam của tỉnh Thái Nguyên, Việt Nam.

## Địa lý
Xã Phú Thịnh có vị trí địa lý:
- Phía đông giáp xã Đức Lương, xã Phú Lạc và xã La Bằng
- Phía tây giáp xã Phú Xuyên
- Phía nam giáp xã La Bằng
- Phía bắc giáp xã Đức Lương

Xã Phú Thịnh có diện tích 45,37 km², dân số năm 2025 là 21.333 người. Khu vực được định hướng phát triển đô thị, dịch vụ, thương mại; tập trung nguồn lực phát triển và mở rộng vùng phát triển đô thị; vùng sản xuất chè tập trung; vùng sản xuất tập trung phát triển cây ăn quả. Hạ tầng giao thông của xã có tuyến quốc lộ 37 và các tuyến đường tỉnh 263, 264, các tuyến đường huyện, liên xã.

## Lịch sử
Tháng 6 năm 2025, xã Phú Thịnh được thành lập trên cơ sở nhập toàn bộ diện tích tự nhiên, quy mô dân số của xã Phú Thịnh (diện tích tự nhiên 10,27 km²; dân số là 4.650 người); xã Bản Ngoại (có diện tích tự nhiên 12,49 km²; dân số là 9.045 người); xã Phú Cường (diện tích tự nhiên 22,61 km²; dân số là 7.638 người) của huyện Đại Từ. Trụ sở làm việc của xã nằm tại trụ sở xã Bản Ngoại cũ.

## Hành chính
Đến năm 2009, xã Phú Thịnh được chia thành 14 xóm: Làng Thượng, Đồng Chầm, Kim Tào, Tân Quy, Gò Trò, Vũ Thịnh 1, Vũ Thịnh 2, Cường Thịnh, Gò, Phố, Phú Thịnh 1, Phú Thịnh 2, Đồng Thác, Đầu Cầu. Năm 2019, sáp nhập một phần xóm Vũ Thịnh 2 và hai xóm Đồng Chầm, Kim Tào thành xóm Đồng Kim, sáp nhập hai xóm Đầu Cầu và Đồng Thác thành xóm Hùng Cường, sáp nhập một phần xóm Vũ Thịnh 1 vào xóm Tân Quy, sáp nhập phần còn lại của xóm Vũ Thịnh 1 và xóm Gò Trò thành xóm Gò Vũ, sáp nhập phần còn lại của xóm Vũ Thịnh 2 vào xóm Làng Thượng.
Đến năm 2009, xã Bản Ngoại được chia thành 20 xóm: Ba Giăng, Lê Lợi, Quang Trung, Khâu Giáo 1, Khâu Giáo 2, Khâu Giang, Đầm Mua, Khâu Giang, Phú Hạ, Vai Cày, Đồng Ngõ, Ninh Giang, Rừng Vầu, Rừng Lâm, Đồng Ninh, Phố, Cao Khản, Đầm Bàng, La Mận, La Dạ.
Đến năm 2009, xã Phú Cường được chia thành 10 xóm: Chiềng, Khuôn Thông, Thanh Mỵ, Na Quýt, Bản Luông, Na Mấn, Đèo, Văn Cường 1, Văn Cường 2, Văn Cường 3.
Đến năm 2009, xã Na Mao được chia thành 14 xóm: Văn Minh, Đồng Bản, Đầm Vuông, Nam Thắng, Khuôn U, Đồi, Cầu Hoàn, Cây Lai, Cầu Bất, Ao Soi, Cây Thổ, Minh Thắng, Minh Lợi, Chính Tắc. Năm 2019, sáp nhập hai xóm Văn Minh và Đồng Bản thành xóm Đoàn Kết, sáp nhập hai xóm Đầm Vuông và Nam Thắng thành xóm Thái Hà, sáp nhập hai xóm Đồi và Khuôn U thành xóm Khuân U, sáp nhập hai xóm Cầu Hoàn và Chính Tắc thành xóm Trung Tâm, sáp nhập xóm Cầu Bất vào xóm Cây Lai, sáp nhập xóm Cây Thổ vào xóm Ao Soi, sáp nhập xóm Minh Lợi vào xóm Minh Thắng.